# Liste der Gemarkungen im Landkreis Fürth
Die Liste der Gemarkungen im Landkreis Fürth umfasst die 33 Gemarkungen des Landkreises Fürth im Regierungsbezirk Mittelfranken des Freistaat Bayerns. Fünf Gemarkungen sind hiervon gemeindeübergreifend.

## Gemarkungen im Landkreis Fürth
| Nr.    | Gemarkung          | Gemeinde       | Gemeindeteile                                                                         | Fläche in km² | Flur- stücke | ⌀-Fläche in m² | Quelle |
| ------ | ------------------ | -------------- | ------------------------------------------------------------------------------------- | ------------- | ------------ | -------------- | ------ |
| 093357 | Ammerndorf         | Ammerndorf     | Ammerndorf, Bubenmühle                                                                | 5,054         | 1423         | 3551,59        | [ 2 ]  |
| 093345 | Cadolzburg         | Cadolzburg     | Cadolzburg                                                                            | 5,301         | 2944         | 1800,65        | [ 3 ]  |
| 093347 | Deberndorf         | [mehrere]      |                                                                                       | 16,516        | 2292         | 7206,00        | [ 4 ]  |
| 093347 | Deberndorf 0       | Cadolzburg     | Ballersdorf, Deberndorf, Rütteldorf, Vogtsreichenbach, Zautendorf                     |               |              |                |        |
| 093347 | Deberndorf 1       | Großhabersdorf | Hornsegen                                                                             |               |              |                |        |
| 093346 | Roßendorf          | Cadolzburg     | Gonnersdorf, Greimersdorf, Roßendorf, Schwadermühle, Seckendorf, Waldhaus             | 11,923        | 1448         | 8234,30        | [ 5 ]  |
| 093348 | Steinbach          | Cadolzburg     | Cadolzburg (zum Teil) Egersdorf, Pleikershof, Steinbach, Wachendorf                   | 15,141        | 3423         | 4423,36        | [ 6 ]  |
| 093354 | Großhabersdorf     | Großhabersdorf | Großhabersdorf, Schwaighausen, Stammesmühle, Weihersmühle, Ziegelhütte                | 9,822         | 3013         | 3259,98        | [ 7 ]  |
| 093356 | Fernabrünst        | Großhabersdorf | Bronnenmühle, Fernabrünst, Vincenzenbronn, Wendsdorf                                  | 11,986        | 1579         | 7590,66        | [ 8 ]  |
| 093355 | Unterschlauersbach | Großhabersdorf | Oberreichenbach, Unterschlauersbach                                                   | 10,159        | 1355         | 7497,35        | [ 9 ]  |
| 093325 | Langenzenn         | Langenzenn     | Alizberg, Gauchsmühle, Hardhof, Langenzenn, Lohmühle, Wasenmühle                      | 12,104        | 5219         | 2319,13        | [ 10 ] |
| 093328 | Horbach            | [mehrere]      |                                                                                       | 6,603         | 987          | 6689,93        | [ 11 ] |
| 093328 | Horbach 1          | Langenzenn     | Göckershof, Hausen, Horbach                                                           |               |              |                |        |
| 093328 | Horbach 2          | Veitsbronn     | Raindorf                                                                              |               |              |                |        |
| 093329 | Keidenzell         | Langenzenn     | Burggrafenhof, Hammerschmiede, Keidenzell, Klaushof, Ödenhof, Stinzendorf, Wittinghof | 13,103        | 1794         | 7304,01        | [ 12 ] |
| 093327 | Kirchfembach       | Langenzenn     | Hagenmühle, Hammermühle, Kirchfembach                                                 | 4,183         | 583          | 7174,12        | [ 13 ] |
| 093326 | Laubendorf         | Langenzenn     | Erlachskirchen, Heinersdorf, Laubendorf, Lohe                                         | 12,569        | 2234         | 5626,23        | [ 14 ] |
| 093353 | Oberasbach         | Oberasbach     | Altenberg, Kreutles, Neumühle, Oberasbach, Unterasbach                                | 10,194        | 7902         | 1290,07        | [ 15 ] |
| 093352 | Leichendorf        | [mehrere]      |                                                                                       | 10,932        | 3524         | 3102,02        | [ 16 ] |
| 093352 | Leichendorf 0      | Oberasbach     | Rehdorf                                                                               |               |              |                |        |
| 093352 | Leichendorf 1      | Zirndorf       | Anwanden, Leichendorf, Leichendorfermühle, Lind, Wintersdorf                          |               |              |                |        |
| 093333 | Obermichelbach     | Obermichelbach | Obermichelbach, Rothenberg, Untermichelbach                                           | 9,268         | 1990         | 4657,31        | [ 17 ] |
| 093330 | Puschendorf        | Puschendorf    | Puschendorf                                                                           | 3,392         | 1263         | 2685,65        | [ 18 ] |
| 093358 | Roßtal             | Roßtal         | Roßtal                                                                                | 7,532         | 3607         | 2088,05        | [ 19 ] |
| 093360 | Buchschwabach      | Roßtal         | Buchschwabach, Clarsbach, Raitersaich                                                 | 12,152        | 1955         | 6216,11        | [ 20 ] |
| 093361 | Großweismannsdorf  | Roßtal         | Defersdorf, Großweismannsdorf, Kleinweismannsdorf                                     | 7,326         | 1186         | 6177,11        | [ 21 ] |
| 093351 | Weinzierlein       | [mehrere]      |                                                                                       | 14,160        | 2384         | 5939,52        | [ 22 ] |
| 093351 | Weinzierlein 0     | Roßtal         | Buttendorf, Herboldshof, Kernmühle, Neuses, Stöckach                                  |               |              |                |        |
| 093351 | Weinzierlein 1     | Zirndorf       | Weinzierlein                                                                          |               |              |                |        |
| 093359 | Weitersdorf        | Roßtal         | Kastenreuth, Oedenreuth, Trettendorf, Weitersdorf, Wimpashof                          | 8,207         | 1357         | 6048,09        | [ 23 ] |
| 093334 | Seukendorf         | Seukendorf     | Erzleitenmühle, Hiltmannsdorf, Kohlersmühle, Seukendorf, Taubenhof                    | 8,480         | 2308         | 3674,33        | [ 24 ] |
| 093362 | Stein              | Stein          | Bertelsdorf, Eckershof, Oberweihersbuch, Stein, Unterweihersbuch                      | 11,637        | 6640         | 1752,60        | [ 25 ] |
| 093363 | Gutzberg           | Stein          | Gutzberg, Loch, Oberbüchlein, Sichersdorf, Unterbüchlein                              | 7,869         | 983          | 8004,83        | [ 26 ] |
| 093331 | Tuchenbach         | [mehrere]      |                                                                                       | 10,219        | 2259         | 4523,82        | [ 27 ] |
| 093331 | Tuchenbach 0       | Tuchenbach     | Tuchenbach                                                                            |               |              |                |        |
| 093331 | Tuchenbach 1       | Veitsbronn     | Retzelfembach, Veitsbronn (zum Teil)                                                  |               |              |                |        |
| 093332 | Veitsbronn         | Veitsbronn     | Bernbach, Kagenhof, Kreppendorf, Siegelsdorf, Veitsbronn                              | 10,189        | 3080         | 3308,00        | [ 28 ] |
| 093321 | Wilhermsdorf       | Wilhermsdorf   | Fallmeisterei, Lenzenhaus, Unterulsenbach, Wilhermsdorf, Wolfsmühle                   | 8,381         | 3123         | 2683,77        | [ 29 ] |
| 093322 | Dippoldsberg       | Wilhermsdorf   | Dippoldsberg, Meiersberg                                                              | 4,713         | 458          | 10290,07       | [ 30 ] |
| 093323 | Katterbach         | Wilhermsdorf   | Altkatterbach, Kreben, Lösleinshäuslein, Oberndorf, Riedelshäuslein                   | 6,067         | 572          | 10607,14       | [ 31 ] |
| 093324 | Kirchfarrnbach     | Wilhermsdorf   | Dürrnfarrnbach, Kirchfarrnbach                                                        | 7,463         | 736          | 10139,42       | [ 32 ] |
| 093349 | Zirndorf           | Zirndorf       | Alte Veste, Zirndorf                                                                  | 7,938         | 7283         | 1089,99        | [ 33 ] |
| 093350 | Bronnamberg        | Zirndorf       | Banderbach, Bronnamberg, Weiherhof                                                    | 6,747         | 3074         | 2194,85        | [ 34 ] |